# 片切城
片切城（かたぎりじょう）は、信濃国伊奈郡、現在の長野県上伊那郡中川村・下伊那郡松川町にあった日本の城。別名舟山城、船山城。長野県指定史跡。

## 概要
中世に信濃源氏の片切氏により築城された。天竜川の右岸、西から東方向に半島状に張り出した河岸段丘先端（比高70m）に築かれた伊那地方に類例の多い連郭式平山城で、外城（出丸）と呼ぶ舟山一帯の郭と、中世後期に築かれたと考えられる城畑一帯の本城の二つがある。本城には大規模な主郭、二の郭から成り、外城には大小四つの郭が設けられている。城内の北西隅には守護神の御射山社（諏方社末社）を祀り、城外に接して瑞応寺（元は宝珠院）がある。別名の舟山城の名は、東方の丘陵がいかにも舟を山上に伏せたように見えることから、このように呼ばれるようになったという。
戦国時代の当主・片切源七郎昌為は小笠原氏の後、甲斐の武田信玄・勝頼に仕え、大嶋長利・赤須頼泰・上穂為光・飯嶋為方と共に伊奈郡代・秋山伯耆守虎繁の同心であり、「春近五人衆」（五十騎）といわれた。天正10年（1582年）2月の織田信長による甲州征伐に際し織田信忠が信濃に侵攻すると、地元の地下人らが片切城に放火し戦わず落城。城主の片切意釣斎西鎌は逃亡するも同年に帰郷。西鎌、源三昌忠は大草城主・大草休斎（香坂宗緑）に属するも、天正年中に浪人となり、廃城となった。
現在、城畑一帯は果樹園となっている。

## 関連事項
- 日本の城一覧